# Lunde Station
 Ikke at forveksle med Lunde Station (Norge).
Lunde Station er en dansk jernbanestation i landsbyen Lunde i Vestjylland.